# Lodovica Comello
Lodovica Comello (San Daniele del Friuli, 1990. április 13. –) olasz színésznő, énekesnő, táncosnő, aki a Violetta című sorozatban Francescát játszotta.

## Fiatalkora
San Daniele del Friuli-ban született. 8 éves korában kezdett el gitározni. Középiskolában zeneelméletet tanult, szabadidejében táncot és színészetet tanult. Tanulmányait az ISIS Superiore Vincenzo Manzini állami középiskolában végezte. Iskolás évei alatt megnyerte a természettudományos íróversenyt és Ausztriába utazott. 2008 -ban fejezte be a középiskolát. 2009 és 2011 között a MAS-ra járt.

## Pályafutása
2012 és 2015 között a Violetta című sorozatban szerepelt. 2013-ban a Szörny Egyetem című filmben szinkronizált.

## Filmográfia

### Film
| Év   | Magyar cím          | Eredeti cím           | Szerep                     | Magyar hang                      |
| ---- | ------------------- | --------------------- | -------------------------- | -------------------------------- |
| 2018 | Apróláb             | Smallfoot             | Meechee (olasz hang)       | Csuha Borbála Radics Gigi (ének) |
| 2017 | Szegény gazdagok 2. | Poveri ma ricchissimi | Valentina                  | Laudon Andrea                    |
| 2016 | Szegény gazdagok    | Poveri ma ricchi      | Valentina                  | Laudon Andrea                    |
| 2016 | –                   | The Eagle Huntress    | Narrátor                   |                                  |
| 2015 | Agymanók            | Inside Out            | Derű (olasz hang)          | Bogdányi Titanilla               |
| 2013 | Szörny Egyetem      | Monsters University   | Britney Davis (olasz hang) |                                  |

### Televízió
| Év        | Magyar cím                    | Eredeti cím                 | Szerep              | Megjegyzések                           |
| --------- | ----------------------------- | --------------------------- | ------------------- | -------------------------------------- |
| 2021–     |                               | Casa Comello                | önmaga              | műsorvezető                            |
| 2019      |                               | ExtraVergine                | Dafne Amoroso       | főszereplő                             |
| 2018–2019 |                               | Mix and Match               | önmaga              | műsorvezető                            |
| 2017      |                               | Zecchino d'Oro              | önmaga              | zsűri                                  |
| 2017      | 2017-es Sanremói dalfesztivál | Sanremo Music Festival 2017 | önmaga              | versenyző                              |
| 2016–     |                               | Italia's Got Talent         | önmaga              | műsorvezető                            |
| 2016–2017 |                               | Kid's Got Talent            | önmaga              | műsorvezető                            |
| 2016–2017 |                               | Singing in the Car          | önmaga              | műsorvezető                            |
| 2016      |                               | Un posto al sole            | önmaga              | 1 epizód                               |
| 2012–2015 | Violetta                      | Violetta                    | Francesca Cauviglia | főszereplő magyar hangja Laudon Andrea |
| 2012      |                               | Francesca's Videoblog       | Francesca Cauviglia | főszereplő                             |

## Diszkográfia

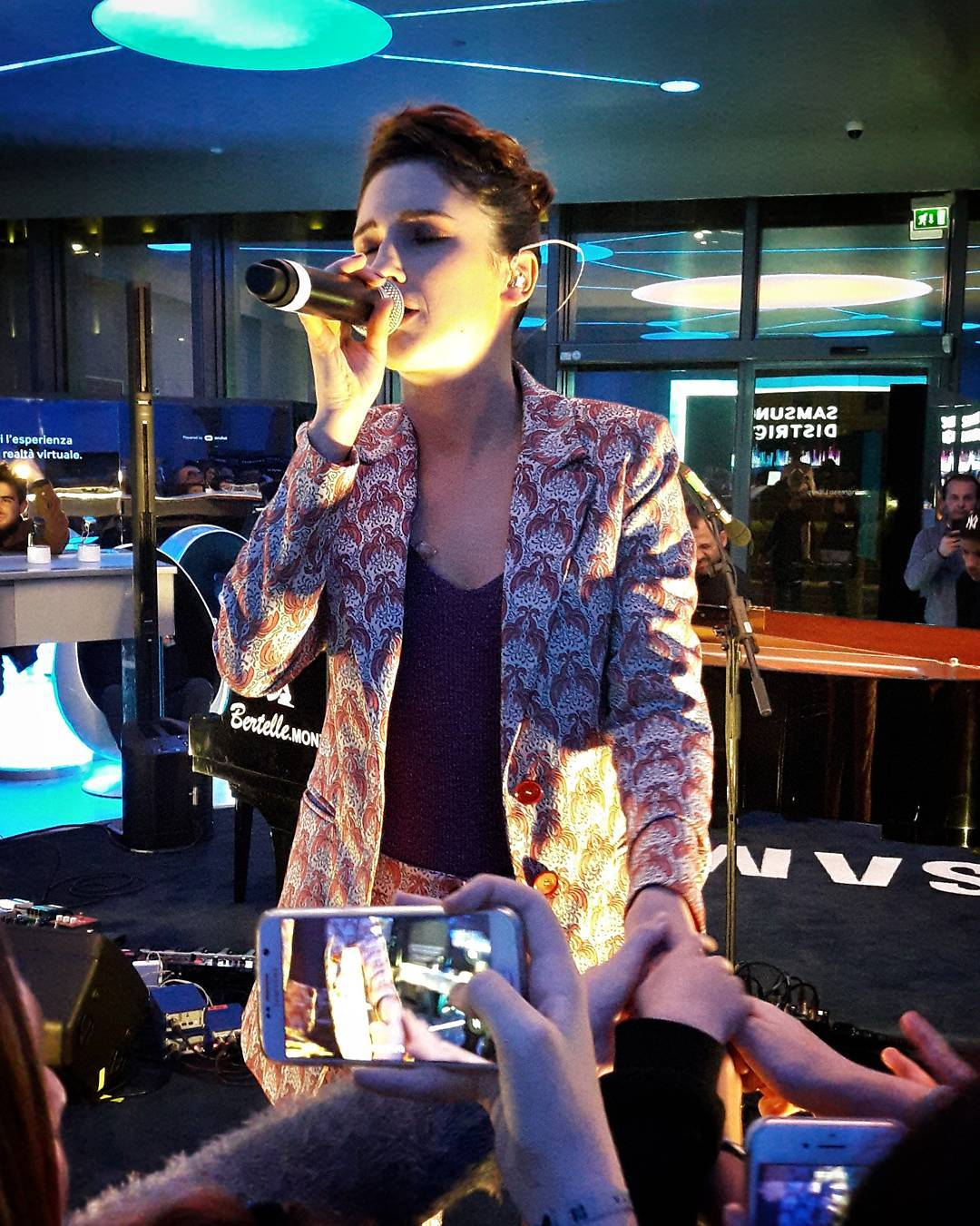
Lodovica Comello, 2017

### Saját albumai
- 2014 – Universo
- 2015 – Mariposa

### Violetta
- 2012 – Violetta
- 2012 – Cantar es lo que soy
- 2013 – Hoy somos más
- 2013 – Violetta en vivo
- 2014 – Gira mi canción
- 2015 – Crecimos juntos